# Џејмс Хорвил
Џејмс Хорвил (енгл. James Horwill; 29. мај 1985) професионални је аустралијски рагбиста, који тренутно игра за енглеског премијерлигаша Харлеквинсе. Рођен је у Квинсленду и студирао је на Бризбејн Бојс колеџу. Висок је 2 метра и тежак је 117 кг. У најјачој лиги на свету 9 сезона је бранио боје Квинсленд редса (116 утакмица, 45 поена). 2011. је освојио ову лигу са редсима. Рагби јавности је препознатљив по доброј игри у одбрани, али и арогантном стилу играња, због кога је често добијао жуте картоне. За репрезентацију Аустралије дебитовао је против Фиџија 2007. Предводио је као капитен Аустралију на светском првенству 2011. у купу три нација 2011. који је Аустралија освојила и на турнеји лавова 2013. За "валабисе" је одиграо 61 тест меч и постигао 30 поена.